# Barbara Schmidbauer
Barbara Schmidbauer (* 15. November 1937 in Berlin) ist eine deutsche Politikerin (SPD).
Nach dem Ablegen des Abiturs machte Schmidbauer eine Ausbildung zur Bankangestellten. Sie war Mitglied im Landesvorstand der SPD Hessen, dem Bezirksvorstand Hessen-Süd sowie dem Bundesvorstand der Arbeitsgemeinschaft sozialdemokratischer Frauen.
Schmidbauer rückte 1987 ins Europäische Parlament nach und gehörte diesem bis 1999 an. Sie war dort Mitglied der S&D-Fraktion sowie verschiedener Ausschüsse.
Schmidbauer ist Mutter einer behinderten Tochter.